# Carreró sense sortida
 Carreró sense sortida	  (original: Dead Reckoning) és un thriller estatunidenc de John Cromwell estrenat el 1947, basat en una història de Gerald Drayson Adams i Sidney Biddell. Ha estat doblat al català.

## Argument
El capità Murdock i el sergent Johnny Drake són dos paracaigudistes que tornen de la guerra per rebre una medalla d'honor. A l'andana de l'estació de Washington, Drake desapareix.
Més tard Rip' Murdock s'entera de la mort del seu amic, investiga sobre l'accident de cotxe. Llavors va al "The Sanctuary Club" per trobar la seva dona Coral Dusty' Chandler anomenada "dolçor" amb un perfum de gessamí.

## Repartiment
- Humphrey Bogart: Capità 'Rip' Murdock
- Lizabeth Scott: 'Dusty' Chandler
- Morris Carnovsky: Martinelli
- Charles Cane: Tinent Kincaid
- William Prince: Sergent Johnny Drake
- Marvin Miller: Krause
- Wallace Ford: McGee
- James Bell: Pare Logan
- George Chandler: Louis Ord
- Matthew 'Stymie' Beard: Bellboy
- John Bohn: Crupier
- Paul Bradley: Home
- Ruby Dandridge: Mabel
- Sayre Dearing: Crupier
- William Forrest: Tinent Coronel Simpson
- Alvin Hammer: Fotògraf

## Al voltant de la pel·lícula
- Humphrey Bogart torna a fer un paper d'investigador masclista viril que el va fer famós el 1946 amb "The Big Sleep" .... Philip Marlowe. Els seus papers són un exemple per als "Actors Studio" als EUA.
- "Nazis amagats, traïcions ocultes i assassinats (...) impecable vehicle de lluïment d'Humphrey Bogart, amb el qual John Cromwell retorna als orígens del seu cinema. (...) atractiva realització que se suma als clàssics del cinema negre de la productiva dècada dels quaranta[3]